# Daniel Hartvig
Daniel Hartvig, Robert Daniel Hartvig, född 16 december 1983, svensk boxare (lätt mellanvikt) ursprungligen ifrån Örgryte.
Hartvig var den 26 januari 2007 den förste svensk att gå en match i proffsboxning i Sverige sedan förbudet infördes den 26 november 1969.